# Anna Hopkin
Pour les articles homonymes, voir Hopkin.
Anna Hopkin (née le 26 avril 1996 à Chorley) est une nageuse britannique.

## Biographie
Aux Jeux olympiques d'été de 2020, elle remporte la médaille d'or du premier relais 4 × 100 quatre nages mixte.
En décembre 2022, elle obtient la médaille de bronze du 50 mètres nage libre lors des championnats du monde en petit bassin de Melbourne.

## Palmarès

### Jeux olympiques
- Jeux olympiques de 2020 à Tokyo :
  -  Médaille d'or du 4 × 100 m quatre nages mixte.

### Championnats du monde en petit bassin
- Championnats du monde en petit bassin 2022 à Melbourne :
  -  Médaille de bronze du 50 m nage libre.

### Championnats du monde
- Championnats du monde 2023 à Fukuoka
  -  Médaille de bronze du 4 × 100 m nage libre mixte.

### Championnats d'Europe
- Championnats d'Europe 2020 à Budapest :
  -  Médaille d'or du 4 × 100 m nage libre.
  -  Médaille d'or du 4 × 100 m quatre nages.
  -  Médaille d'or du 4 × 100 m nage libre mixte.
  -  Médaille d'or du 4 × 100 m quatre nages mixte.
  -  Médaille de bronze du 100 m nage libre.

- Championnats d'Europe 2022 à Rome :
  -  Médaille d'or du 4 × 100 m nage libre.
  -  Médaille d'argent du 4 × 100 m nage libre mixte.
  -  Médaille de bronze du 4 × 100 m quatre nages mixte.

### Championnats d'Europe en petit bassin
- Championnats d'Europe en petit bassin 2019 à Glasgow :
  -  Médaille d'argent du 4 × 50 m nage libre mixte.

### Jeux du Commonwealth
- Jeux du Commonwealth de 2018 à Gold Coast :
  -  Médaille de bronze du 4 × 100 m nage libre.
- Jeux du Commonwealth de 2022 à Birmingham :
  -  Médaille d'argent du 4 × 100 m nage libre.
  -  Médaille d'argent du 4 × 100 m nage libre mixte.
  -  Médaille de bronze du 4 × 100 m quatre nages.